# Клевченя, Сергей Константинович
Сергей Константинович Клевче́ня (род. 21 января 1971 года) — советский и российский конькобежец. Серебряный и бронзовый призёр XVII зимних Олимпийских игр в Лиллехамере на дистанции 500 и 1000 м. Двукратный чемпион мира по спринтерскому многоборью в 1997 и 1998 годах, чемпион мира 1996 года на дистанции 1000 м. Заслуженный мастер спорта России.

## Биография
Учился в ДЮСШ Барнаула (ныне — СДЮШОР его имени).
Многократный призёр и чемпион России, автор 12-ти рекордов страны. Участвовал в четырёх Олимпиадах — в 1992 году в Альбервиле, в 1994 году в Лиллехаммере, в 1998 году в Нагано и в 2002 году в Солт-Лейк-Сити.
С июня 2003 года — старший тренер по спринту сборной России по конькобежному спорту.
С мая 2012 года — тренер-консультант по спринту сборной Казахстана по конькобежному спорту..

## Личная жизнь
Женат на Инне Клевченя. У него есть 2 ребёнка: Кристина (род. 1997) и Никита (род. 2000).

## Чемпионаты мира по конькобежному спорту

### Спринтерское многоборье
- Золото — 1996, 1997
- Серебро — 1994

### Отдельные дистанции
- Золото — 1996 (1000 м)
- Серебро — 1996 (500 м)
- Бронза — 2001 (1000 м)

## Награды и звания
- Заслуженный мастер спорта России (1994)
- Орден Дружбы народов (22 апреля 1994 года) — за высокие спортивные достижения на XVII зимних Олимпийских играх 1994 года[3]
- Орден «За заслуги перед Алтайским краем» II степени (2007)[4]
- Медаль ордена «За заслуги перед Отечеством» I степени (2018)[5]
- Медаль ордена «За заслуги перед Отечеством» II степени (2007)[6]